# Franz Koci

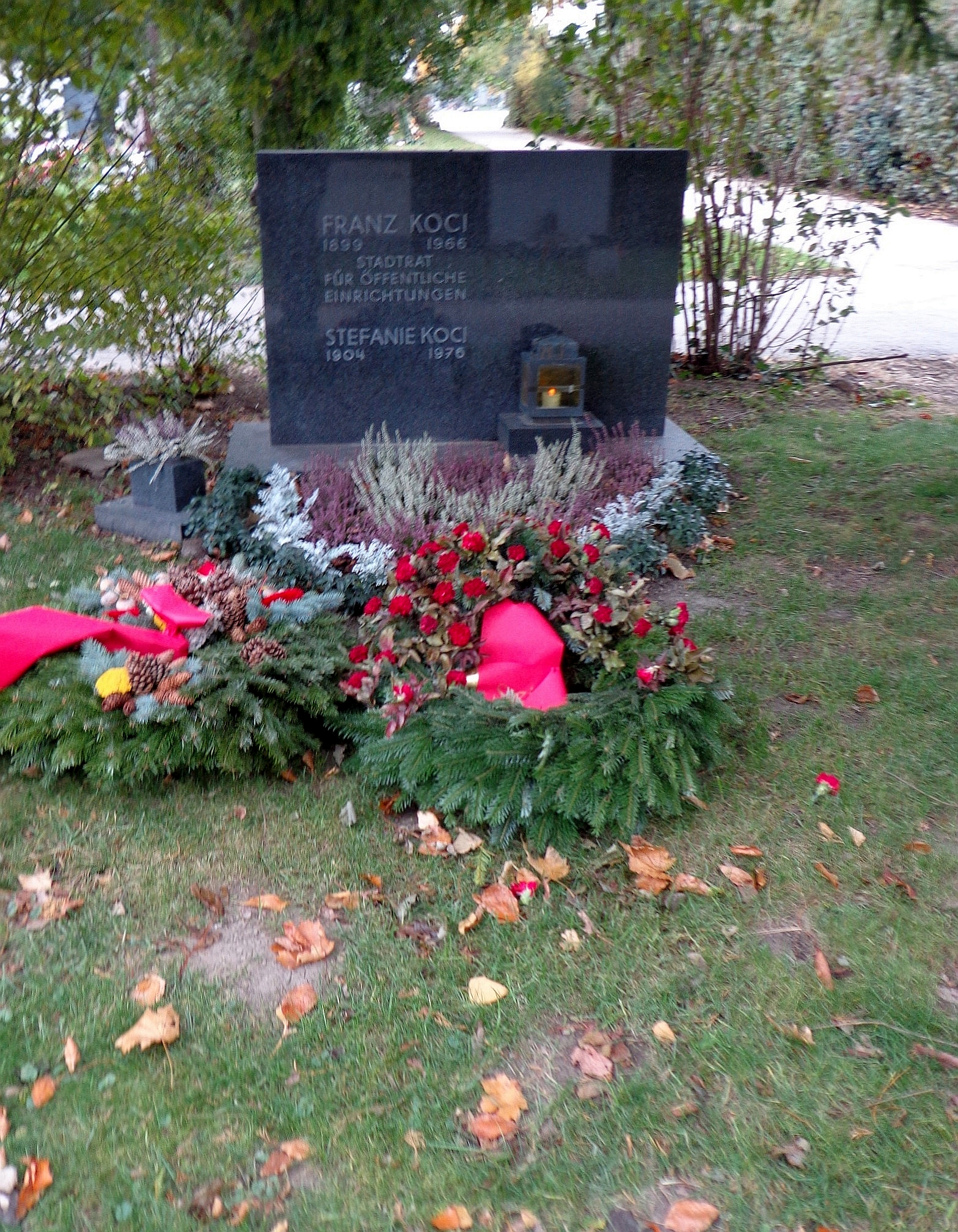
Wiener Zentralfriedhof – Ehrengrab von Franz Koci

Franz Koci (* 26. Dezember 1899 in Stockerau; † 18. Juli 1966 in Kalkgruben) war ein österreichischer Politiker.

## Leben
Franz Koci war ursprünglich Schlosser (Maschinenarbeiter) von Beruf. Er rückte als 17-jähriger in das Militär ein.
Nach dem Ersten Weltkrieg engagierte er sich in der Gewerkschaftsbewegung und in der sozialdemokratischen Partei in Wien-Favoriten. Nach dem Februar 1934 schloss er sich den Revolutionären Sozialisten an; 1935 wurde er deshalb verhaftet und zu drei Monaten Polizeihaft und einem Jahr Kerker verurteilt. Auch im Jahre 1937 war er aus politischen Gründen einen Monat lang in Untersuchungshaft. Zuletzt wurde er im Zuge einer Verhaftungswelle der Nationalsozialisten 1939 im KZ Buchenwald interniert und 1940 wieder freigelassen.
Nach dem Zweiten Weltkrieg gehörte Koci von 1945 bis 1964 dem Wiener Gemeinderat an, 1949 als Dritter Landtagspräsident, 1951–54 als Stadtrat für Wohnungs-, Siedlungs- und Kleingartenwesen, 1954–64 als Stadtrat für öffentliche Einrichtungen.
Franz Koci starb bei einem Autounfall im Burgenland. Er wurde in einem ehrenhalber gewidmeten Grab auf dem Wiener Zentralfriedhof (Gruppe 14 C, Nummer 28) beigesetzt.

## Auszeichnungen und Ehrungen (Auszug)
- Großes Goldenes Ehrenzeichen für Verdienste um die Republik Österreich (1960)
- Viktor-Adler-Plakette (1960)[6]
- Bürger der Stadt Wien (31. Juli 1964)
- Posthum: Franz-Koci-Straße in der Per-Albin-Hansson-Siedlung Ost, Wien-Favoriten (1968)